# Steve Forrest (muzyk)
Steve Forrest (ur. 25 września 1986 w Modesto, Kalifornia) – amerykański muzyk, były perkusista brytyjskiego zespołu Placebo.
Zanim Forrest dołączył do zespołu Placebo, był perkusistą w grającym punk rock zespole Evaline. Ogłosił odejście z zespołu Evaline w styczniu 2007 roku, ale oficjalnie rozstał się z zespołem po tournée w Stanach Zjednoczonych w 2007 roku. 
Podczas owego tournée zespołu Evaline występował także zespół Placebo. W styczniu 2008 roku po odejściu z Placebo Stevena Hewitta Forrest zastąpił go na stanowisku perkusisty.
W 2011 Steve założył zespół Planes z którym współpracuje, kiedy Placebo ma przerwę. Jest także wokalistą i gitarzystą w zespole Florence É Florentino.
W odróżnieniu od poprzednich dwóch perkusistów Placebo Forrest jest prawo, a nie leworęczny.
W 2015 roku Steve Forrest opuścił zespół Placebo.